# Diecezja Cabimas
Diecezja Cabimas (łac. Dioecesis Cabimensis) – diecezja Kościoła rzymskokatolickiego w Wenezueli. Należy do metropolii Maracaibo. Została erygowana 23 lipca 1965 roku przez papieża Pawła VI mocą konstytucji apostolskiej Christianae familiae.

## Główne świątynie
- Katedra: Katedra Matki Boskiej Różańcowej w Cabimas

## Biskupi diecezjalni
- Constantino Maradei Donato (1965–1969)
- Marco Tulio Ramírez Roa (1970–1984)
- Roberto Lückert (1985–1993)
- Freddy Jesús Fuenmayor Suárez (1994–2004)
- William Delgado Silva (2005–2018)
- Ángel Francisco Caraballo Fermín (2019–2025)